# Aloconota eichhoffi
Aloconota eichhoffi är en skalbaggsart som först beskrevs av Scriba 1867.  Aloconota eichhoffi ingår i släktet Aloconota, och familjen kortvingar. Arten har ej påträffats i Sverige.